# 피드헬
피드헬(고대 아일랜드어: fidchell [ˈfɪðʲçɛlː]), 또는 구이드부일(웨일스어: gwyddbwyll [ˈɡwɨ̞ðbʊɨ̯ɬ])은 켈트족의 보드게임이다. 게일어 이름과 웨일스어 이름 모두 "나무 느낌(wood sense)"이라고 번역될 수 있다. 어군 단위에서 갈리는 두 언어가 이 게임을 같은 이름으로 부른다는 것은, 이 게임의 유래가 언어분화가 일어나기 전, 엄청 옛날까지 거슬러올라간다는 것을 의미한다.
두 사람이 마주앉아 놀이판 위에서 기물을 움직여가며 놀았으며, 놀이판의 이름도 놀이의 이름과 같았다. 현대 게일어와 웨일스어에서 체스를 부르는 어휘는 피드헬에서 유래한 피헬(ficheall)/구이드부일(gwyddbwyll)이다.
피드헬 또는 구이드부일은 매우 고대로부터 언급되어 오지만, 정확히 어떻게 노는 놀이인지는 알려져 있는 것이 많지 않다. 다만 두 사람이 같은 수의 기물을 가지고 놀이판 위에서 대결한다는 것만 확실할 뿐, 정확한 규칙이나 기물에 대한 정보가 거의 없다.